# Chaetozone setosa
Chaetozone setosa är en ringmaskart som beskrevs av Anders Johan Malmgren 1867. Chaetozone setosa ingår i släktet Chaetozone och familjen Cirratulidae. Arten är reproducerande i Sverige.

## Underarter
Arten delas in i följande underarter:
- C. s. canadensis
- C. s. maculata